# Fred Rogers

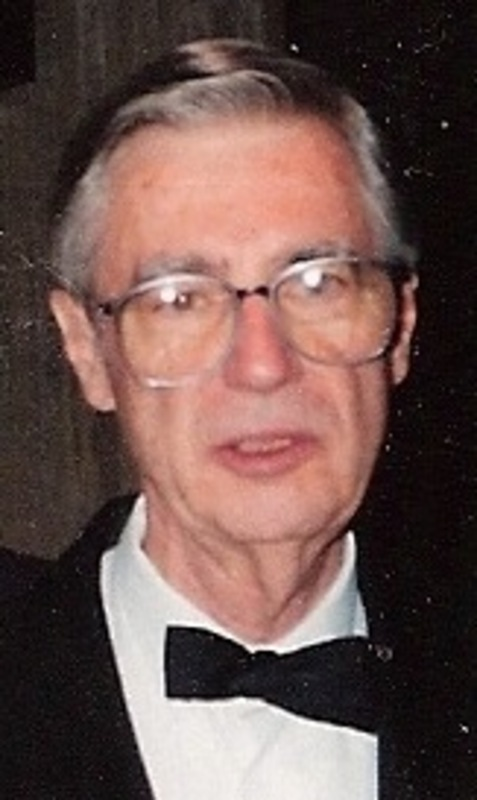
Fred Rogers (1994)

Fred McFeely Rogers (* 20. März 1928 in Latrobe; † 27. Februar 2003 in Pittsburgh) war ein US-amerikanischer Fernsehmoderator, Musiker, Puppenspieler, Schriftsteller, Produzent und presbyterianischer Pastor. Er erlangte große Bekanntheit als Schöpfer, Showrunner und Moderator der Vorschulfernsehserie Mister Rogers' Neighborhood, die zwischen 1968 und 2001 ausgestrahlt wurde.

## Leben
Fred Rogers wurde als Sohn von James, einem erfolgreichen Geschäftsmann und Leiter der McFeely Brick Co., und Nancy Rogers geboren und wurde nach seinem Großvater mütterlicherseits benannt, der Unternehmer war. Rogers wuchs mit seinen Eltern und seiner Schwester Elaine, die mit 11 Jahren von der Familie adoptiert wurde, in einer dreistöckigen Backsteinvilla auf. Er verbrachte einen Großteil seiner Kindheit allein, spielte mit Marionetten, begann mit 5 Jahren Klavier zu spielen und verbrachte viel Zeit mit seinem Großvater. Rogers hatte eine schwierige Kindheit. Er war schüchtern, introvertiert, übergewichtig und war an Asthma erkrankt. Er wurde als Kind schikaniert und erhielt den Namen Fat Freddy. Laut Morgan Neville, Regisseur des Dokumentarfilms Won’t You Be My Neighbor?, hatte Rogers eine einsame Kindheit. Er besuchte die Latrobe High School, wo er seine Schüchternheit kontrollieren konnte; er war Präsident des Schülerrats, Mitglied der National Honor Society und Chefredakteur des Schuljahrbuches. Er besuchte später ein Jahr das Dartmouth College, bevor er ins Rollins College in Winter Park, Florida, wechselte; dort schloss er 1951 seine Dissertation mit einem Abschluss in Musikkomposition ab. Danach absolvierte er das Theologische Seminar in Pittsburgh und wurde 1963 zum Pfarrer der Vereinigten Presbyterianischen Kirche geweiht.
Durch einen Vorfahren aus Schöneck in Deutschland, Johannes Meffert (1732–1795), ist Rogers Vetter 6. Grades des US-amerikanischen Schauspielers Tom Hanks, der ihn im Film Der wunderbare Mr. Rogers (A Beautiful Day in the Neighborhood) verkörperte.

## Karriere

### Frühe Jahre

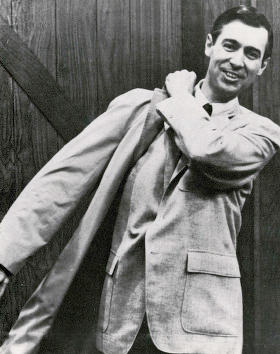
Fred Rogers während Dreharbeiten zu Mister Rogers' Neighborhood in den späten 1960er Jahren.

Rogers wollte nach dem College in ein Theologisches Seminar gehen, ging aber stattdessen zum Fernsehen, nachdem er 1951 während seines Abschlussjahres am Rollins College auf einen Fernseher im Haus seiner Eltern gestoßen war. In einem Interview mit CNN sagte er, dass er zum Fernsehen ging, weil er es hasste, und er dachte, es gäbe eine Möglichkeit, dessen fabelhafte Eigenschaften zu nutzen, um diejenigen zu fördern, die zusehen und zuhören würden. Nach seinem Abschluss arbeitete er bei NBC in New York City als Aufnahmeleiter von Your Hit Parade, The Kate Smith Hour und Gabby Hayes's children's show, sowie als Assistant Producer von The Voice of Firestone.
1953 kehrte Rogers nach Pittsburgh zurück, um als Programmentwickler beim öffentlich-rechtlichen Fernsehsender WQED-FM zu arbeiten. Josie Carey entwickelte mit ihm die Kindershow The Children’s Corner, die Carey moderierte. Er arbeitete auch außerhalb der Kamera, um Marionetten, Figuren und Musik für die Show zu entwickeln. Er verwendete viele seiner entwickelten Puppenfiguren aus dieser Zeit in seinem späteren Werk, darunter waren Daniel the Striped Tiger, der nach der Stationsleiterin von WQED Dorothy Daniel benannt wurde, King Friday XIII, Queen Sara Saturday (benannt nach Rogers' Frau), X the Owl, Henrietta oder Lady Elaine. Der Entertainer für Kinderfernsehen, Ernie Coombs, war Assistent von Rogers. The Children’s Corner gewann 1955 einen Sylvania Award für das beste lokal produzierte Kinderprogramm und wurde landesweit im NBC ausgestrahlt.
Rogers wurde 1963 vom Canadian Broadcasting Corporation (CBC) beauftragt die Entwicklung und Durchführung des 15-minütigen Kinderprogramms Misterogers zu übernehmen, das von 1963 bis 1967 ausgestrahlt wurde. CBCs Programmleiter für Kinder, Fred Rainsberry, bestand darauf, Rogers ebenfalls für eigene Projekte zu engagieren. So arbeitete er zwischen 1964 und 1967 an der Kindershow Butternut Square in Toronto. Diese erwarben 1967 die Rechte an Misterogers, so kehrte Rogers trotz einer potenziell vielversprechenden Karriere bei CBC, und ohne Jobperspektiven, mit seiner Frau und seinen zwei Söhnen nach Pittsburgh zurück. Coombs blieb in Toronto und entwickelte das sehr erfolgreiche Kinderprogramm Mr. Dressup, das von 1967 bis 1996 lief. Rogers' Arbeit für CBC half dabei, das Konzept und den Stil seiner späteren Sendung für Public Broadcasting Service (PBS) zu gestalten und zu entwickeln.

### Mister Rogers' Neighborhood
Mister Rogers' Neighborhood (auch The Neighborhood genannt), ein halbstündiges Bildungsprogramm für Kinder, begann 1968 landesweit zu senden und lief für 895 Episoden. Das Programm wurde im Studio von WQED aufgenommen und von National Educational Television (NET) ausgestrahlt, das später zum Public Broadcasting Service (PBS) wurde. Musikalischer Leiter war (bis 1996) Johnny Costa. Die erste Staffel bestand aus 180 Schwarz-Weiß-Episoden. Jede weitere Staffel, die in Farbe gedreht und von Wohltätigkeitsorganisationen finanziert wurde, bestand aus 65 Episoden. Die Produktion von The Neighborhood endete im Dezember 2000, die letzte Original-Episode lief 2001, aber PBS sendete regelmäßig Wiederholungen; 2016 war es auf Platz 3 der am längsten laufenden Programme in der Geschichte von PBS.

## Ehrungen
- 1992: George-Foster-Peabody-Award[19]
- 1997: Lifetime achievement award der 24. Auflage des Daytime Emmy Award
- 2002: Presidential Medal of Freedom
- 2003: Der Asteroid 26858 Misterrogers wurde nach ihm benannt.

## Trivia
- Die Band Korn setzt sich in ihrem Lied Mr. Rogers von ihrem Album Life is Peachy mit der Serie Mr. Rogers Neighborhood auseinander.[20]